# Aline Valette

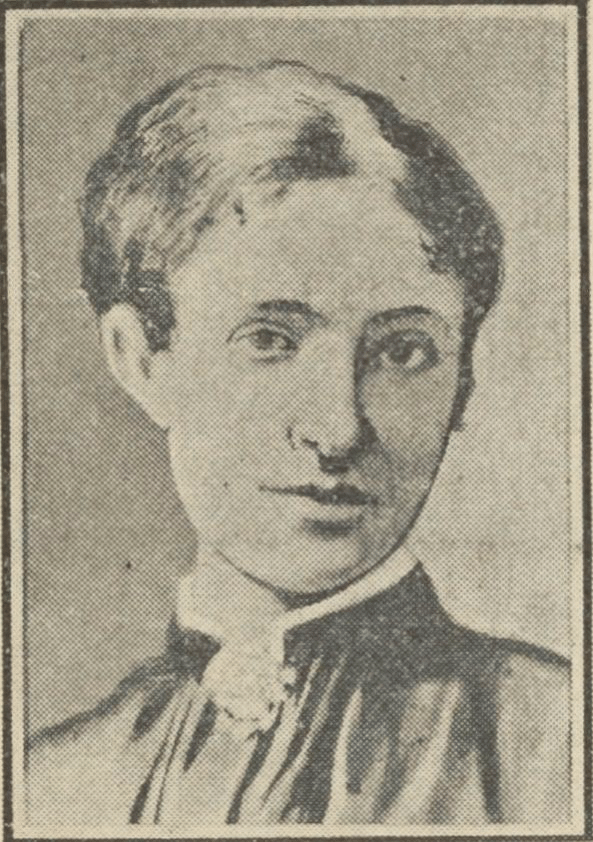
Aline Valette

Aline Valette, geboren als Alphonsine Eulalie Goudeman (* 4. Oktober 1850 in Lille; † 21. März 1899 in Arcachon) war eine französische Sozialistin und Feministin.

## Leben

### Anfänge
Alphonsine Eulalie Goudeman wurde am 4. Oktober 1850 als Tochter eines Eisenbahnarbeiters in Lille geboren. Als ausgebildete Lehrerin arbeitete sie an einer freien Schule in Montmartre und später an der gemischten Schule. Anschließend unterrichtete sie bis 1880 junge Mädchen in der Rue Saint-Lazare 12. Mit einigen Arbeitskollegen, darunter Marie Bonnevial, war sie an der Gründung der ersten Lehrergewerkschaft beteiligt. 1878 wurde sie auf dem Gründungskongress der von Marie Bonnevial geleiteten Gewerkschaft „Union des enseignants“ zur Sekretärin gewählt. Dieses Amt bekleidete sie bis 1880.
1880 heiratete Goudeman den wohlhabenden Anwalt Jules Albert Antony Georges Valette und gab ihre Arbeit auf. Um 1885 trennte sie sich von ihrem Mann. Während sie als alleinerziehende Mutter zwei Söhne großzog, schrieb sie ein Handbuch für Hausfrauen, das sehr traditionelle Werte über die Arbeit der Frau zu Hause vermittelte. La journée de la petite ménagère (Der Tag der kleinen Hausfrau) wurde viele Jahre lang in Pariser Schulen verwendet.  Der Leitfaden erlebte in den folgenden Jahren zahlreiche Auflagen. Valette gehörte der Wohltätigkeitsorganisation der aus dem Gefängnis Saint-Lazare entlassenen Frauen an, die sich um die Reformierung der Prostituierten bemühte, und schrieb eine Broschüre für diese Organisation.

### Sozialismus und Feminismus
In den 1880er Jahren arbeitete Valette als unbezahlte freiwillige Arbeitsinspektorin in der Region Paris. Im Alter von vierzig Jahren wurde sie Sozialistin, nachdem sie die Verhältnisse in den Fabriken gesehen hatte. Sie wurde Mitglied einer guesdistischen Studiengruppe und vertrat diese Gruppe 1889 auf dem Internationalen Sozialistenkongress. Am internationalen Kongress 1891 in Brüssel nahm sie als überzeugte Guesdistin teil. Sie verdiente etwa 2000 Francs im Jahr mit „La Journée de la petit menagere“ und als Lehrerin. Ihr Mann, der in Algerien lebte, unterstützte sie trotz eines Gerichtsurteils nicht. Ihre beiden Kinder lebten gemäß einer gerichtlichen Verfügung bei der Familie ihres Anwalts in Sèvres.
Valette gehörte zu Frauen wie Marie Guillot, Séverine, Maria Vérone und Marie Bonnevial, die sich für das Frauenwahlrecht, die Reform des Bürgerlichen Gesetzbuchs (das die Frau wie Minderjährige behandelte) und den Zugang von Frauen zu allen Studienfächern und Berufen einsetzten. Im Januar 1892 schloss Eugénie Potonié-Pierre acht feministische Gruppen in Paris zur Fédération française des sociétés féministes (Französischer Verband der feministischen Gesellschaften) zusammen. Valette gehörte dem Komitee an, das den ersten Kongress im Mai 1892 organisierte, und vertrat dort eine kurzlebige Gewerkschaft von Näherinnen. Am 17. Juni 1892 trat Potonié-Pierre aufgrund eines Streits über die Leitung des Verbandes von ihrem Amt als Sekretärin zurück und wurde durch Valette ersetzt.
Als Hauptaufgabe der Fédération wurde die Erstellung eines „Cahier des doléances féminines“ (Verzeichnis der Beschwerden der Frauen) definiert. Valette gründete die wöchentliche Boulevardzeitung L’Harmonie sociale, die erstmals am 15. Oktober 1892 erschien, um mit den arbeitenden Frauen in Kontakt zu treten und ihre Anliegen zu verstehen. Das Titelblatt enthielt die sozialistische Botschaft: „Die Frau muss durch befreite Arbeit befreit werden“. Die Autorinnen der Zeitschrift, zu denen Eliska Vincent, Marie Bonnevial und Maria Chéliga-Loevy (Maria Szeliga) gehörten, waren jedoch mehr am Feminismus als am Sozialismus interessiert. Die Zeitschrift brachte August Bebels „Die Frau im Sozialismus“ als Fortsetzungsroman heraus und veröffentlichte verschiedene Texte und Entschließungen sozialistischer Kongresse, obwohl sie nicht immer korrekt und keineswegs marxistisch war. L’Harmonie sociale stellte 1893 ihr Erscheinen ein. 1893 war sie Mitautorin von „Socialisme et Sexualisme: Programme du parti socialiste féminin“. Danach war sie eine Verfechterin des „Sexualismus“, einer Theorie, in der sie behauptete, die Evolutionsbiologie verlange, dass Frauen und Kinder von der Gesellschaft stärker unterstützt werden sollten als Männer.
Als Sekretärin der Fédération nahm Valette 1893 am Kongress der Parti ouvrier français (POF) teil und wurde Mitglied des Nationalrats der POF. Von 1896 bis zu ihrem Tod im Jahr 1899 war Valette ständige Sekretärin der POF. Valettes Gesundheitszustand verschlechterte sich allerdings zusehends. Sie konnte nicht am POF-Kongress 1898 teilnehmen, reichte aber einen Entschließungsentwurf über die Rechte der Frau ein, in dem gefordert wurde, dass die sozialistischen Gemeinden inoffizielle Frauenwahlen zur gleichen Zeit wie die offiziellen Männerwahlen abhalten sollten, um einen Schritt in Richtung Frauenwahlrecht zu tun. Auf dem POF-Kongress 1898 waren aber keine Frauen anwesend und der Entschließungsentwurf wurde nicht behandelt.
Im April 1898 ging Valette nach Arcachon, südlich von Bordeaux, in der Hoffnung, dass warmes Wetter und Mineralwasser ihre Tuberkulose heilen würden. Sie starb am 21. März 1899 im Alter von achtundvierzig Jahren in Arcachon. Die Sozialistinnen erhoben sie später zur Märtyrerin. Die POF errichtete auf dem Friedhof von Arcachon ein kleines Denkmal für Valette, das eine Sonne darstellt, die die Welt erhellt. Es trägt die Inschrift „La femme doit être affranchie par le travail affranchi“ („Die Frau muss durch befreite Arbeit befreit werden“).

## Ansichten
Valette vertrat die Auffassung, dass das sozialistische Programm alle feministischen Forderungen erfüllte. Ab Ende 1897 erschien in La Fronde ihre Studie über Industriearbeiterinnen. Darin zeigte sie auf, wie groß die Zahl dieser Arbeitskräfte geworden war und wie viele Hindernisse es gab. Frauen waren nicht gewerkschaftlich organisiert, waren nicht in den Conseils de prud’hommes vertreten, die Arbeitskonflikte schlichteten, hatten kein Wahlrecht und erhielten oft Hungerlöhne. Sie sagte: „Die Würde und Unabhängigkeit der Frau hat, wie die des Mannes, keine sicherere Garantie als die Arbeit.“
Valette glaubte jedoch fest an die Bedeutung der Mutterschaft und war ungeduldig gegenüber Frauen, die keine Kinder bekommen wollten. Valette stimmte mit Karl Marx darin überein, dass Frauen wirtschaftlich unterdrückt seien, vertrat jedoch die Ansicht, dass die Gemeinschaft die Mutterschaft als den wichtigsten und daher höchstrangigen aller Berufe unterstützen sollte. In der ersten Ausgabe von L’Harmonie sociale erklärte Valette in ihrem Leitartikel, dass die Frauen durch die Übernahme der „künstlichen Rolle der Produzentin“ ihre „natürliche Rolle der Reproduzentin“ vernachlässigt hätten. Sie freute sich auf „die glückliche Ära, in der die Frauen zu ihrer biologischen Rolle als Schöpferin und Erzieherin der Spezies zurückkehren werden.“ Dies war weit entfernt von sozialistischer oder feministischer Orthodoxie.

## Werke
- La Journée de la petite ménagère, 1883[14]
- Œuvre des libérées de Saint-Lazare, fondée en 1870, reconnue d’utilité publique par décret du 26 janvier 1885, 1889[15]
- Socialisme et sexualisme : programme du parti socialiste féminin, 1893[16]